# Towarzystwo Zabaw Ruchowych
Towarzystwo Zabaw Ruchowych – organizacja społeczna założona we Lwowie w 1905 roku. Towarzystwo popularyzowało sport oraz zabawy ruchowe wśród młodzieży. Członkowie TZR prowadzili także kursy dla nauczycieli w zakresie upowszechniania kultury fizycznej.